# Axel Cadier
Axel Vilhelm Teodor Cadier, född i Varberg 13 september 1906, död i Göteborg 29 oktober 1974, var en svensk brottare. Han var på 1930-talet i världsklass i lätt tungvikt och vann totalt ett OS-guld, fyra EM-guld och ett EM-silver samt elva SM-guld.

## Biografi
Cadier växte upp i Borås där han började sin idrottskarriär med simning. Han debuterade som brottare först vid 21 års ålder och tävlade mestadels för Borås AK. Örebro var dock hans klubb under 1935, och från 1941 brottades han i Borås BK:s dress. I nästan tio års tid dominerade han sin viktklass på SM, där han totalt tog 11 guld (6 i grekisk-romersk, 5 i fri stil). Efter OS-bronset 1932 kom han under de kommande åren att ta fyra EM-guld samt ett EM-silver, och 1936 vann han OS-guldet i grekisk-romersk stil. Fram till och med 1933 tävlade han i mellanvikt och därefter i lätt tungvikt.

### Stil och senare år
Axel Cadier var en explosiv brottare med överraskande grepp. En del hade han kommit på själv. Han var sin tids största publikidol inom den svenska brottningen. Ett tag arbetade Cadier som rikstränare för Norges landslag, han verkade även som instruktör vid franska statens idrottsinstitut. Cadier bodde även ett tag i USA men återkom till Sverige i slutet av 1950-talet.

## Meriter
- OS: guld 1936 (grekisk-romersk stil), brons 1932 (grekisk-romersk stil)[1]
- EM: guld 1933, 1935, 1938 (grekisk-romersk stil), 1937 (fri stil), silver 1935 (fri stil)
- SM: 11 mästerskap – 6 (1934, 1936, 1938–1940 samt 1942 i lätt tungvikt, alla tävlande för Borås AK[a]) i grekisk-romersk stil och 5 (1935 för Örebro AK, 1936–1938 samt 1940 för Borås AK, alla i lätt tungvikt) i fri stil.[4]